# Miguel Brocca
Miguel Brocca, all'anagrafe Miguel Brocca Tovar (Città del Messico, 22 luglio 1989), è un attore e modello messicano naturalizzato spagnolo, noto per aver interpretato il ruolo di Sergio Cuevas Guzmán nella soap Un altro domani (Dos vidas).

## Biografia
Miguel Brocca è nato il 22 luglio 1989 nella Città del Messico, e oltre alla recitazione si occupa anche di teatro.

## Carriera
Miguel Brocca si è interessato al mondo della recitazione fin da piccolo, partecipando costantemente a recite scolastiche o campagne pubblicitarie nella sua città natale, la Città del Messico. Ha iniziato la sua formazione portando all'ammissione al bachelor of dramatic literature and theatre presso l'UNAM, che ha abbandonato per trasferirsi in Europa all'età di diciannove anni. Ha proseguito la sua preparazione presso la prestigiosa Guildhall School of Music and Drama di Londra, e a Madrid ha iniziato la sua formazione con il maestro Fernando Piernas, con il quale si è allenato dal 2013.
Nel 2015 ha recitato nei cortometraggi Unhappy Endings diretto da Antonio Torti e in Love of Lesbian: La noche eterna diretto da Sandra Suárez Tena. Nello stesso anno ha preso parte alla videoclip La Noche Constante diretto da Sandra Suárez. Nel 2016 ha recitato nei cortometraggi Ink e in Novatos, entrambi diretti da Victor Zurita. Nello stesso anno ha preso parte al cast della miniserie Queens. Nel 2017 ha recitato nel film Selfie diretto da Víctor García León. Nel 2019 ha recitato nella serie Vota Juan ed ha ricoperto il ruolo di Norberto nella soap opera Una vita (Acacias 38). Nello stesso anno ha recitato nei cortometraggi Instante diretto da Pablo Díaz Domínguez e in Me Va Muy Bien diretto da Pedro Rudolphi (nel ruolo di Victor).
Nel 2020 ha recitato nella serie Vivere senza permesso (Vivir sin permiso) e nel cortometraggio Pensamiento diretto da María Díaz. L'anno successivo, nel 2021, ha preso parte al cast della serie Sky Rojo. Nello stesso anno è entrato a far parte del cast della soap opera in onda su La 1 Un altro domani (Dos vidas). Nel 2022 ha interpretato il ruolo di Antonio nel film Love at Mariposa Beach diretto da David Martín Porras.

## Filmografia

### Cinema
- Selfie, regia di Víctor García León (2017)
- Love at Mariposa Beach, regia di David Martín Porras (2022)

### Televisione
- Queens – miniserie TV (2016)
- Vota Juan – serie TV (2019)
- Una vita (Acacias 38) – soap opera (2019)
- Vivere senza permesso (Vivir sin permiso) – serie TV (2020)
- Sky Rojo – serie TV (2021)
- Un altro domani (Dos vidas) – soap opera (2021)

### Cortometraggi
- Unhappy Endings, regia di Antonio Torti (2015)
- Love of Lesbian: La noche eterna, regia di Sandra Suárez Tena (2015)
- Ink, regia di Victor Zurita (2016)
- Novatos, regia di Victor Zurita (2016)
- Instante, regia di Pablo Díaz Domínguez (2019)
- Me Va Muy Bien, regia di Pedro Rudolphi (2019)
- Pensamiento, regia di María Díaz (2020)

### Videoclip
- La Noche Constante, regia di Sandra Suárez (2015)

## Teatro
- Machinal, diretto da Adán Black (2016)
- Wild/Locura, diretto da Adán Black (2016)
- Pomona, diretto da Adán Black (2017)
- Personas, Lugares y Cosas, diretto da Adán Black (2017)
- Medea, diretto da Adán Black  (2017)
- Confirmación, diretto da Adán Black (2018)
- This Restless House, diretto da Adán Black (2018)
- Gloria, diretto da  Adán Black (2018)
- Yerma, diretto da Adán Black (2018)
- Apropiado, diretto da Adán Black (2018-2019)
- Las Antípodas, diretto da Adán Black (2019)
- Rojo, diretto da Adán Black (2019-2020)
- La Escritora, diretto da Adán Black (2020)

## Doppiatori italiani
Nelle versioni in italiano dei suoi film e delle sue serie TV, Miguel Brocca è stato doppiato da:
- Federico Viola[11] in Un altro domani[12]